# Brezovo (obchtina)
Brezovo (bulgare : Брезово) est une obchtina de l'oblast de Plovdiv en Bulgarie.